# Liga dos Campeões da OFC de 2010–11
A Liga dos Campeões da Oceania de 2010-11 foi a 10º edição da Liga dos Campeões da OFC. Seu campeão conquistou o direito de atuar na Copa do Mundo de Clubes da FIFA de 2011. O Auckland City se sagrou campeão ao vencer o Amicale.

## Participantes
- Lautoka - Campeão Fijiano de 2009
- AS Magenta - Campeão Neocaledônio de 2009
- Waitakere United - Campeão Neozelandês 2009-10
- Auckland City - Vice-Campeão Neozelandês 2009-10
- PRK Hekari United - Campeão da Liga Nacional de Futebol da Papua-Nova Guiné 2009-10
- Koloale - Campeão Salomonense de Futebol 2009-10
- Tefana - Campeão Taitiano de Futebol 2009-10
- Amicale - Campeão Vanuatuano de Futebol 2009-10

### Grupo A
| Equipe            | J | V | E | D | GP | GC | SG | Pts. |
| ----------------- | - | - | - | - | -- | -- | -- | ---- |
| Amicale           | 6 | 3 | 1 | 2 | 12 | 7  | +5 | 10   |
| Koloale           | 6 | 3 | 0 | 3 | 10 | 10 | 0  | 9    |
| Lautoka           | 6 | 2 | 2 | 2 | 6  | 13 | –7 | 8    |
| PRK Hekari United | 6 | 1 | 3 | 2 | 10 | 8  | +2 | 6    |

|                   | AMI | HEK | KOL | LAU |
| ----------------- | --- | --- | --- | --- |
| Amicale           | –   | 3–3 | 2–0 | 5–1 |
| PRK Hekari United | 1–2 | –   | 4–0 | 1–1 |
| Koloale           | 1–0 | 2–1 | –   | 1–2 |
| Lautoka           | 1–0 | 0–0 | 1–6 | –   |

| 23 de Outubro de 2010 | Koloale      | 1 – 2     | Lautoka                 | Lawson Tama Stadium, Honiara            |
| 15:00 UTC+11          | Ian Paia 35' | Relatório | Matthew Mayora 16', 26' | Público: 16 000 Árbitro: NZL Chris Kerr |

| 23 de Outubro de 2010 | PRK Hekari United  | 1 – 2     | Amicale                                  | PMRL Stadium, Port Moresby               |
| 15:00 UTC+10          | Henry Fa'arodo 57' | Relatório | Fenedy Masauvakalo 23' · Jack Wetney 49' | Público: 5 500 Árbitro: NZL Nick Waldron |

| 13 de Novembro de 2010 | Lautoka            | 1 – 0     | Amicale | Govind Park, Ba                        |
| 15:00 UTC+13           | Valerio Nawatu 19' | Relatório |         | Público: 1 000 Árbitro: SOL John Saohu |

| 13 de Novembro de 2010 | PRK Hekari United                                           | 4 – 0     | Koloale | PMRL Stadium, Port Moresby                |
| 15:00 UTC+10           | Henry Fa'arodo 32', 64' · Kema Jack 43' · Abraham Iniga 76' | Relatório |         | Público: 6 000 Árbitro: NZL Peter O'Leary |

| 4 de Dezembro de 2010 | Amicale                     | 2 – 0     | Koloale | PVL, Port Vila                         |
| 15:00 UTC+11          | Fenedy Masauvakalo 15', 40' | Relatório |         | Público: 4 000 Árbitro: NZL Chris Kerr |

| 15 de Janeiro de 2011 | Lautoka | 0 – 0     | PRK Hekari United | Churchill Park, Lautoka    |
| 15:00 UTC+13          |         | Relatório |                   | Árbitro: NZL Peter O'Leary |

| 5 de Fevereiro de 2011 | Lautoka            | 1 - 6     | Koloale                                                                                        | Churchill Park, Lautoka     |
| 15:00 UTC+13           | Valerio Nawatu 10' | Relatório | Jeffery Bule 19' (pên) · George Suri 25' · Benjamin Totori 28', 62', 77' (pên) · Ezra Sale 52' | Árbitro: NZL Michael Hester |

| 5 de Fevereiro de 2011 | Amicale                                                            | 3 - 3     | PRK Hekari United                              | PVL, Port Vila              |
| 15:00 UTC+11           | Alick Maemae 39' (pên) · Dereck Malas 51' · Fenedy Masauvakalo 74' | Relatório | Osea Vaketalesau 58', 87' · Malakai Tiwa 90+4' | Árbitro: TAH Averii Jacques |

| 26 de Fevereiro de 2011 | Koloale              | 2 – 1     | PRK Hekari United  | Lawson Tama Stadium, Honiara |
| 15:00 UTC+11            | Mostyn Beui 20', 66' | Relatório | Tuimasi Manuca 79' | Árbitro: NZL Chris Kerr      |

| 26 de Fevereiro de 2011 | Amicale                                                                | 5 - 1     | Lautoka                 | PVL, Port Vila               |
| 15:00 UTC+11            | Fenedy Masauvakalo 7', 45+2', 89' · Alick Maemae 29' · Jack Wetney 33' | Relatório | Alvin Avinesh 68' (pên) | Árbitro: NZL Mirko Benischke |

| 19 de Março de 2011 | Koloale        | 1 - 0     | Amicale | Lawson Tama Stadium, Honiara |
| 15:00 UTC+11        | Joses Nawo 83' | Relatório |         | Árbitro: Andrew Achari       |

| 19 de Março de 2011 | PRK Hekari United     | 1 - 1     | Lautoka        | PMRL Stadium, Port Moresby |
| 15:00 UTC+10        | Andrew Setefano 90+5' | Relatório | Peni Finau 38' |                            |

### Grupo B
| Equipe           | P | V | E | D | GP | GC | SG  | Pts. |
| ---------------- | - | - | - | - | -- | -- | --- | ---- |
| Auckland City    | 6 | 4 | 2 | 0 | 12 | 2  | +10 | 14   |
| Waitakere United | 6 | 2 | 2 | 2 | 8  | 8  | 0   | 8    |
| AS Magenta       | 6 | 2 | 1 | 3 | 6  | 7  | -1  | 7    |
| Tefana           | 6 | 1 | 1 | 4 | 5  | 14 | -9  | 4    |

|                  | AUC | MAG | TEF | WAI |
| ---------------- | --- | --- | --- | --- |
| Auckland City    | –   | 3–0 | 5–0 | 1–0 |
| AS Magenta       | 0–1 | –   | 1–0 | 1–1 |
| Tefana           | 1–1 | 0–3 | –   | 3–1 |
| Waitakere United | 1–1 | 2–1 | 3–1 | –   |

| 23 de Outubro de 2010 | Auckland City                                                 | 3 – 0     | AS Magenta | Kiwitea Street, Auckland                 |
| 15:00 UTC+13          | Adam McGeorge 18' · David Mulligan 30' · Daniel Koprivcic 34' | Relatório |            | Público: 896 Árbitro: TAH Norbert Hauata |

| 24 de Outubro de 2010 | Waitakere United                                         | 3 – 1     | Tefana            | Fred Taylor Park, Auckland              |
| 14:00 UTC+13          | Roy Krishna 45+1' · Mike Gwyther 81' · Sean Lovemore 83' | Relatório | Axel Williams 23' | Público: 400 Árbitro: FIJ Andrew Achari |

| 13 de Novembro de 2010 | AS Magenta              | 1 – 0     | Tefana | Stade Numa-Daly Magenta, Nouméa            |
| 15:00 UTC+11           | Jean Philippe Saiko 65' | Relatório |        | Público: 2 000 Árbitro: NZL Michael Hester |

| 14 de Novembro de 2010 | Waitakere United | 1 – 1     | Auckland City        | Fred Taylor Park, Auckland                 |
| 14:00 UTC+13           | Roy Krishna 82'  | Relatório | Alex Feneridis 90+2' | Público: 1 000 Árbitro: TAH Averii Jacques |

| 3 de Dezembro de 2010 | Tefana                  | 1 – 1     | Auckland City      | Stade Louis Ganivet, Faaa  |
| 19:15 UTC−10          | Tetiamana Marmouyet 52' | Relatório | Angel Berlanga 90' | Árbitro: FIJ Rakesh Varman |

| 4 de Dezembro de 2010 | AS Magenta          | 1 – 1     | Waitakere United | Stade Numa-Daly Magenta, Nouméa |
| 15:00 UTC+11          | Francis Watrone 77' | Relatório | Allan Pearce 70' | Árbitro: SOL John Saohu         |

| 4 de Fevereiro de 2011 | Tefana                                                    | 3 - 1     | Waitakere United         | Stade Louis Ganivet, Faaa    |
| 19:15 UTC−10           | Lorenzo Tehau 20' · Alvin Tehau 30' · Axel Williams 90+1' | Relatório | Allan Pearce 45+2' (pên) | Árbitro: NCL Bertrand Billon |

| 21 de Fevereiro de 2011 | AS Magenta | 0 - 1     | Auckland City       | Stade Numa-Daly Magenta, Nouméa |
| 19:00 UTC+11            |            | Relatório | Manuel Exposito 83' | Árbitro: SOL John Saohu         |

| 25 de Fevereiro de 2011 | Tefana | 0 – 3     | AS Magenta                                        | Stade Louis Ganivet, Faaa |
| 19:30 UTC−10            |        | Relatório | Cesar Lolohea 22' · Georges Gope-Fenepej 78', 81' | Árbitro: NZL Nick Waldron |

| 27 de Fevereiro de 2011 | Auckland City    | 1 – 0     | Waitakere United | Kiwitea Street, Auckland                  |
| 15:00 UTC+13            | Stuart Kelly 12' | Relatório |                  | Público: 2,319 Árbitro: NZL Peter O'Leary |

| 19 de Março de 2011 | Waitakere United                     | 2 - 1     | AS Magenta                | Fred Taylor Park, Auckland                 |
| 15:00 UTC+13        | Ryan De Vries 31' · Allan Pearce 87' | Relatório | Benjamin Longue 30' (pên) | Público: 1,000 Árbitro: TAH Norbert Hauata |

| 19 de Março de 2011 | Auckland City                                                                                         | 5 - 0     | Tefana | Kiwitea Street, Auckland                        |
| 15:00 UTC+13        | Ivan Vicelich 28' · Daniel Koprivcic 44' · Andrew Milne 59' · Ian Hogg 90' (pên) · Albert Vidal 90+1' | Relatório |        | Público: 1,500 Árbitro: NZL Campbell-Kirk Waugh |

## Final
Os vencedores dos grupos A e B jogarão a final em duas partidas. A ordem do mando de campo foi definida por sorteio. A Regra do gol fora de casa será aplicada, prorrogação e pênaltis serão utilizados para decidir o vencedor, se necessário.
| Chave | Equipe 1 | Total | Equipe 2      | Ida   | Volta |
| ----- | -------- | ----- | ------------- | ----- | ----- |
| GF    | Amicale  | 1 – 6 | Auckland City | 1 – 2 | 0 – 4 |

| 2 de Abril de 2011 | Amicale                | 1 – 2     | Auckland City                                 | PVL, Port Vila                              |
| 15:00 UTC+11       | Fenedy Masauvakalo 67' | Relatório | Manuel Exposito 22' (pên) · Luis Corrales 82' | Público: 7,925 Árbitro: NCL Bertrand Billon |

| 17 de Abril de 2011 | Auckland City                                                                             | 4 – 0 | Amicale | Kiwitea Street, Auckland                   |
| 14:00 UTC+12        | Alex Feneridis 26' · Daniel Koprivcic 62' (pên) · Manuel Exposito 72' · Adam McGeorge 82' |       |         | Público: 3,000 Árbitro: TAH Norbert Hauata |

## Premiações
| Liga dos Campeões da OFC 2010-2011 |
| ---------------------------------- |
| AUCKLAND CITY Campeão (3º título)  |

## Artilharia
Atualizado até 17 de abril de 2011
| Nome                 | Clube            | Gols |
| -------------------- | ---------------- | ---- |
| Fenedy Masauvakalo   | Amicale          | 8    |
| Daniel Koprivcic     | Auckland City    | 3    |
| Manuel Exposito      | Auckland City    | 3    |
| Henry Fa'arodo       | Hekari United    | 3    |
| Benjamin Totori      | Koloale          | 3    |
| Allan Pearce         | Waitakere United | 3    |
| Alick Maemae         | Amicale          | 2    |
| Jack Wetney          | Amicale          | 2    |
| Georges Gope-Fenepej | AS Magenta       | 2    |
| Axel Williams        | Tefana           | 2    |
| Adam McGeorge        | Auckland City    | 2    |
| Alex Feneridis       | Auckland City    | 2    |
| Mostyn Beui          | Koloale          | 2    |
| Matthew Mayora       | Lautoka          | 2    |
| Valerio Nawatu       | Lautoka          | 2    |
| Osea Vakatalesau     | Hekari United    | 2    |
| Roy Krishna          | Waitakere United | 2    |
| Derek Malas          | Amicale          | 1    |
| Benjamin Longue      | AS Magenta       | 1    |
| Cesar Lolohea        | AS Magenta       | 1    |
| Francis Watrone      | AS Magenta       | 1    |
| Jean Phillipe Saiko  | AS Magenta       | 1    |
| Alvin Tehau          | Tefana           | 1    |
| Lorenzo Tehau        | Tefana           | 1    |
| Tetiamana Marmouyet  | Tefana           | 1    |
| Albert Vidal         | Auckland City    | 1    |
| Andrew Milne         | Auckland City    | 1    |
| Ángel Berlanga       | Auckland City    | 1    |
| David Mulligan       | Auckland City    | 1    |
| Ian Hogg             | Auckland City    | 1    |
| Ivan Vicelich        | Auckland City    | 1    |
| Luis Corrales        | Auckland City    | 1    |
| Stuart Kelly         | Auckland City    | 1    |
| Alvin Avinesh        | Lautoka          | 1    |
| Peni Finau           | Lautoka          | 1    |
| Abraham Iniga        | Hekari United    | 1    |
| Andrew Setefano      | Hekari United    | 1    |
| Kema Jack            | Hekari United    | 1    |
| Malakai Tiwa         | Hekari United    | 1    |
| Tuimasi Manuca       | Hekari United    | 1    |
| Ezra Sale            | Koloale          | 1    |
| George Suri          | Koloale          | 1    |
| Ian Paia             | Koloale          | 1    |
| Jeffrey Bule         | Koloale          | 1    |
| Joses Nawo           | Koloale          | 1    |
| Mike Gwyther         | Waitakere United | 1    |
| Ryan De Vries        | Waitakere United | 1    |
| Sean Lovemore        | Waitakere United | 1    |

## Ligaçoes externas
- OFC Champions League